# 伊勢佐木長者町駅

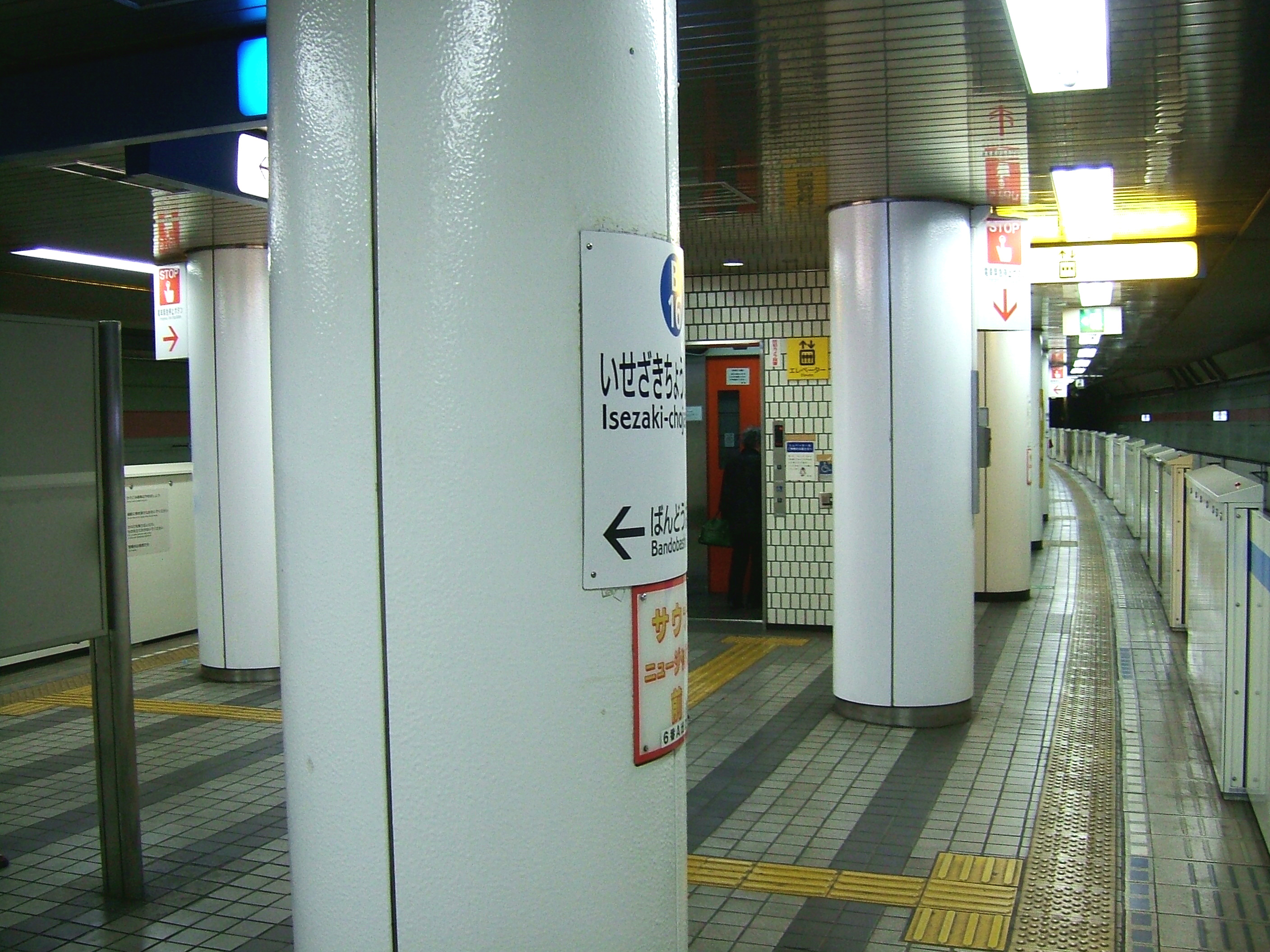
ホーム（2008年3月）

伊勢佐木長者町駅（いせざきちょうじゃまちえき）は、神奈川県横浜市中区長者町5丁目にある、横浜市営地下鉄ブルーライン（1号線）の駅である。駅番号はB16。

## 概要

吉田川にかけられていた橋銘板を使ったレリーフ
横浜市都市デザイン室「横浜の詩」（1981年）

戦後すぐまで横浜市の商業の中心地であった伊勢佐木町に隣接しており、横浜港開港時からの問屋街であった長者町にある。地下鉄建設に伴い吉田川が埋め立てられ、千秋橋があった場所に当駅が設置された。地上部には関内駅から阪東橋駅に至る長い帯状の大通り公園が整備されている。

## 歴史
- 1972年（昭和47年）
  - 9月16日 - 昭和47年台風第20号の集中豪雨による下水マンホールの破損で、完成間近の駅が水没。
1番出口付近の下水マンホールが破損し、約2万立方メートルの水・土砂が流れ込んだ。この復旧のため、地下鉄の開業時期を1か月延期することになった[3]。
  - 12月16日 - 開業。
- 1976年（昭和51年）9月4日 - 横浜駅へ延伸され、中間駅となる。
- 2001年（平成13年）3月31日 - エレベーター2基、車椅子対応トイレの増設などの工事が完成[4]。
- 2007年（平成19年）5月26日 - ホームドアの使用開始。
- 2012年（平成24年）5月1日 - docomo Wi-Fiによる、公衆無線LANサービス開始。

### 駅名の由来
建設時の仮称駅名は「長者町駅」であった。これは駅設置場所の町名を採ったものである。しかし青江三奈の「伊勢佐木町ブルース」のヒットにより、横浜市議会で「伊勢佐木町駅にしよう」と提案が挙がり、正式駅名決定時に、近隣の有数な商業地でもある伊勢佐木町の名前も採って「伊勢佐木長者町」とした。

## 駅構造

横浜市営地下鉄の標章をかたどったモザイクアート。
横浜駅のものと違い、横浜市営地下鉄のオフィシャルカラーと、1∼4号線のアクセントカラーの全色が使用されている。

島式ホーム1面2線の地下駅。かつてはこの駅が起点だったこともあり、阪東橋駅側に渡り線がある。そのため、非常時および臨時列車運行時には当駅で折り返し運転が可能な構造である。最近では2009年1月の終夜運転時に一度使用された。また、改札内に飲料自動販売機は設置されていない。
当駅開業時（第1期開業時）は車両基地が存在しなかったため、列車が3両編成だったことから当駅のホームを半分に仕切り、東側を伊勢佐木長者町仮検車場（伊勢佐木長者町検車区）に、列車検査場は上大岡駅の留置線を使用していた。
また第2期開業時までに上永谷車両基地の完成が間に合わなかったため、仮検車場を関内駅の1・3番線に移設し、全般検査は上永谷駅の西側高架部分と、一部が完成していた上永谷車両基地の16・17番線を使用した。

### のりば
| 番線 | 路線         | 行先         |
| ---- | ------------ | ------------ |
| 1    | ブルーライン | 湘南台方面   |
| 2    | ブルーライン | あざみ野方面 |

- 上表の路線名は旅客案内上の名称（愛称）で記載している。

## 利用状況

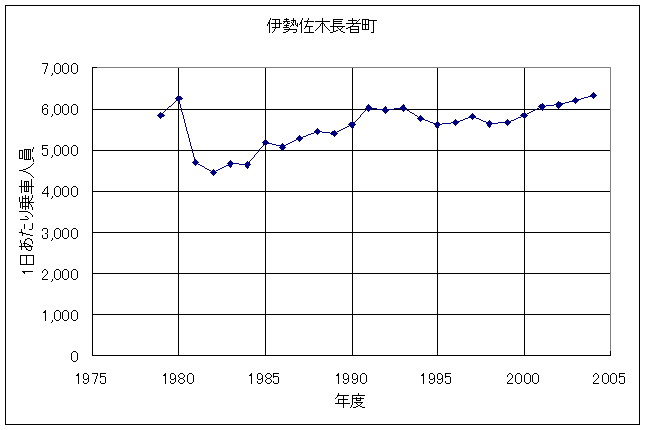
1日あたり乗車人員の推移

2022年（令和4年）度の1日平均乗降人員は16,896人（乗車人員：8,396人、降車人員：8,500人）である。
近年の1日平均乗降・乗車人員推移は下記の通り。
| 年度               | 1日平均 乗降人員 | 1日平均 乗車人員 | 出典     |
| ------------------ | ---------------- | ---------------- | -------- |
| 1979年（昭和54年） |                  | 5,839            |          |
| 1980年（昭和55年） |                  | 6,258            |          |
| 1981年（昭和56年） |                  | 4,687            |          |
| 1982年（昭和57年） |                  | 4,470            |          |
| 1983年（昭和58年） |                  | 4,669            |          |
| 1984年（昭和59年） |                  | 4,636            |          |
| 1985年（昭和60年） |                  | 5,191            |          |
| 1986年（昭和61年） |                  | 5,084            |          |
| 1987年（昭和62年） |                  | 5,294            |          |
| 1988年（昭和63年） |                  | 5,459            |          |
| 1989年（平成元年） |                  | 5,410            |          |
| 1990年（平成02年） |                  | 5,625            |          |
| 1991年（平成03年） |                  | 6,019            |          |
| 1992年（平成04年） |                  | 5,966            |          |
| 1993年（平成05年） |                  | 6,036            |          |
| 1994年（平成06年） |                  | 5,769            |          |
| 1995年（平成07年） |                  | 5,618            | [ * 1 ]  |
| 1996年（平成08年） |                  | 5,677            |          |
| 1997年（平成09年） |                  | 5,820            |          |
| 1998年（平成10年） |                  | 5,648            | [ * 2 ]  |
| 1999年（平成11年） | 11,614           | 5,658            | [ * 3 ]  |
| 2000年（平成12年） | 12,046           | 5,847            | [ * 3 ]  |
| 2001年（平成13年） | 12,522           | 6,048            | [ * 4 ]  |
| 2002年（平成14年） | 12,035           | 6,091            | [ * 5 ]  |
| 2003年（平成15年） | 12,691           | 6,151            | [ * 6 ]  |
| 2004年（平成16年） | 12,590           | 6,345            | [ * 7 ]  |
| 2005年（平成17年） | 12,896           | 6,378            | [ * 8 ]  |
| 2006年（平成18年） | 13,413           | 6,675            | [ * 9 ]  |
| 2007年（平成19年） | 13,687           | 6,687            | [ * 10 ] |
| 2008年（平成20年） | 15,447           | 7,579            | [ * 11 ] |
| 2009年（平成21年） | 16,504           | 8,126            | [ * 12 ] |
| 2010年（平成22年） | 16,380           | 8,081            | [ * 13 ] |
| 2011年（平成23年） | 16,187           | 7,992            | [ * 14 ] |
| 2012年（平成24年） | 16,660           | 8,245            | [ * 15 ] |
| 2013年（平成25年） | 16,849           | 8,341            | [ * 16 ] |
| 2014年（平成26年） | 16,626           | 8,226            | [ * 17 ] |
| 2015年（平成27年） | 17,051           | 8,457            | [ * 18 ] |
| 2016年（平成28年） | 16,694           | 8,291            | [ * 19 ] |
| 2017年（平成29年） | 16,373           | 8,126            | [ * 20 ] |
| 2018年（平成30年） | 16,951           | 8,409            | [ * 21 ] |
| 2019年（令和元年） | 16,734           | 8,304            | [ * 22 ] |
| 2020年（令和02年） | 12,931           | 6,415            |          |
| 2021年（令和03年） | 14,658           | 7,270            |          |
| 2022年（令和04年） | 16,896           | 8,396            |          |

## 駅周辺

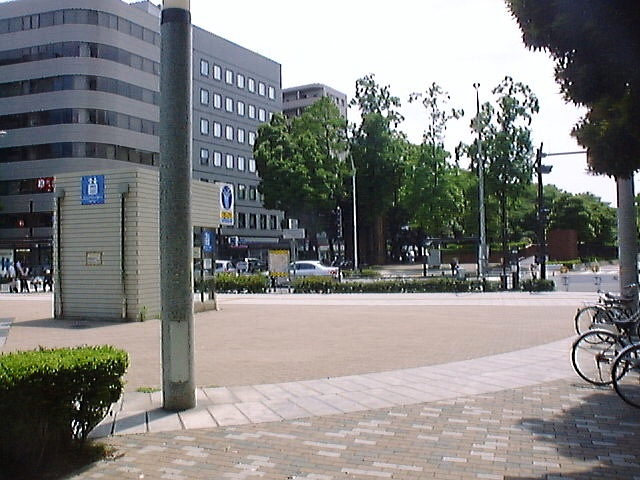
伊勢佐木長者町駅エレベーター出入口付近（大通り公園内）

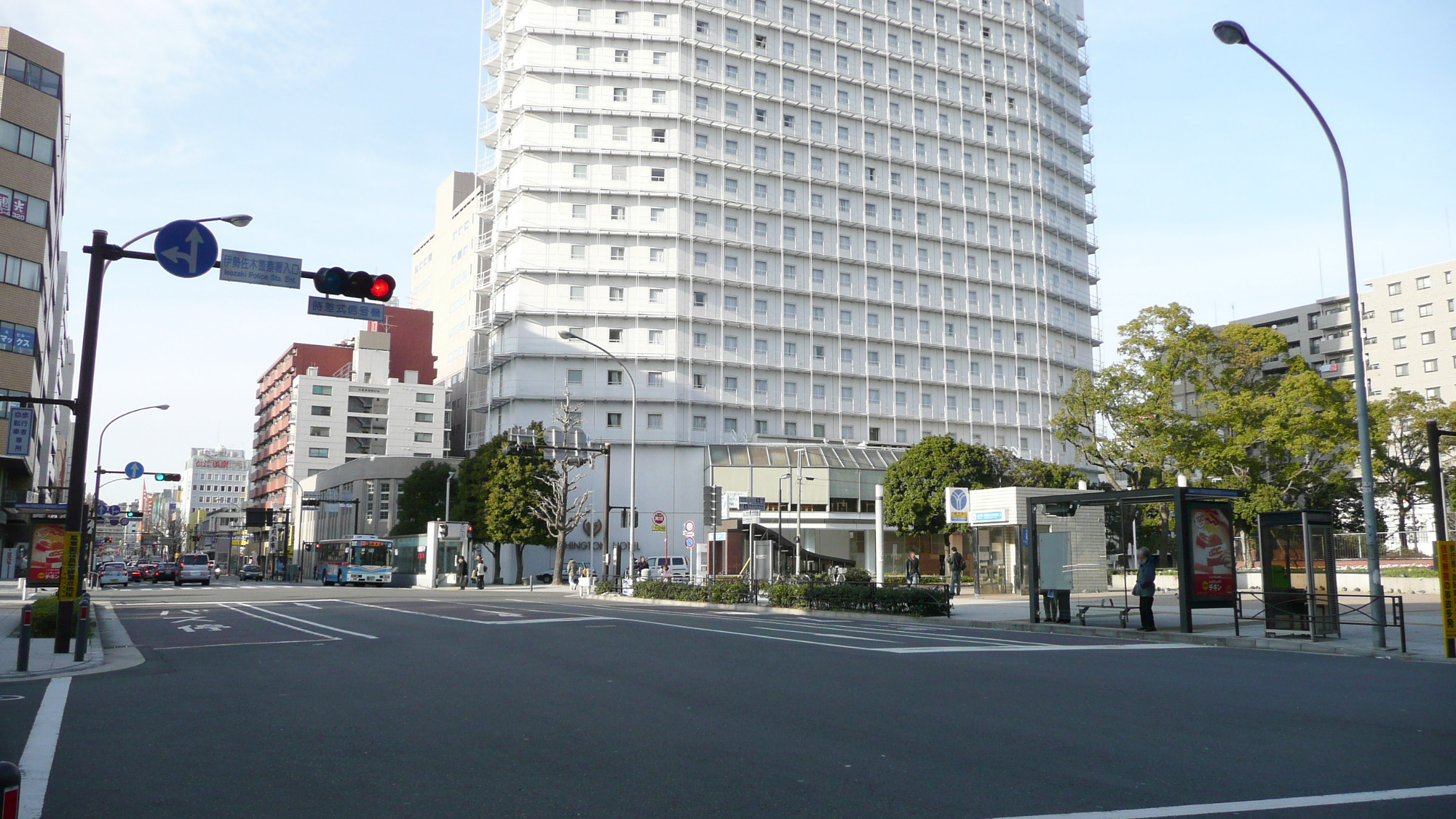
駅真上の伊勢佐木警察署入口交差点

伊勢佐木町も参照。駅南側には山谷、釜ヶ崎と並び3大ドヤ街（簡易宿所の集積地）といわれる寿町がある。
- 神奈川県伊勢佐木警察署
- 横浜市中消防署
- 大通り公園
- イセザキモール - 北側へ徒歩5分ほど。
- 横浜BUNTAI
  - ホテルコメント横浜関内
- 横浜武道館
- 横浜掖済会病院
- 三共横浜ビル
  - アール・エフ・ラジオ日本本社[注 1]
  - ラジアントホール[注 2]
- チサンホテル横浜伊勢佐木町[注 3]
- 横浜市主要地方道80号横浜駅根岸線（横浜駅根岸道路）
- 学校法人三幸学園 横浜医療秘書専門学校[注 4]
- 横浜市立横浜吉田中学校
- ドン・キホーテ 伊勢佐木町店

## バス路線
駅直上にある「伊勢佐木長者町駅」及び、国道16号上にある「長者町五丁目」が最寄りバス停。
伊勢佐木長者町駅
- 北方向
  - 横浜市営バス
    - 103 - 横浜駅行（日の出町一丁目経由）

  - 京浜急行バス
    - 110 - 横浜駅行（羽衣町・桜木町駅経由）

  - フジエクスプレス
    - 134 - 桜木町駅行（日の出町一丁目経由）
- 南方向（エレベーター出入口前）
  - 横浜市営バス
    - 103 - 根岸駅・|本牧車庫・根岸台行

  - 京浜急行バス
    - 110 - 杉田平和町行（浦舟町・磯子駅経由）

  - フジエクスプレス
    - 134 - 本牧元町循環・大鳥中学校行（麦田町・みなと赤十字病院経由）

長者町五丁目
- 東方向（全便羽衣町経由）
  - 横浜市営バス
    - 32  - 日本大通り駅県庁前行（地下鉄関内駅経由）
    - 79 - 港町行
    - 79 - 日本大通り駅県庁前行（尾上町経由） ※平日・土曜朝夕のみ
    - 113 - 桜木町駅行

  - 神奈川中央交通
    - 戸03・東06 - 県庁入口行 ※平日・土曜朝のみ
    - 船20・戸45 - 桜木町駅行
    - 横43・横44・港61 - 横浜駅東口行（桜木町駅経由）

  - 京浜急行バス
    - 110 - 横浜駅行（桜木町駅経由）

  - 相鉄バス
    - 旭4 - 桜木町駅行
- 西方向
  - 横浜市営バス
    - 32 - 保土ケ谷車庫行（久保山・保土ケ谷駅東口経由）
    - 79・199 - 平和台折返場行
    - 113 - 磯子車庫行（吉野町駅・磯子駅経由）

  - 神奈川中央交通
    - 戸03・横43 - 戸塚駅東口行
    - 横44 - 戸塚駅東口行（こども医療センター経由）
    - 戸45 - 戸塚駅東口行（南区総合庁舎・こども医療センター経由） ※平日2本
    - 船20 - 大船駅行（上大岡駅経由）
    - 港61 - 港南台駅行（上大岡駅経由）

  - 京浜急行バス
    - 110 - 杉田平和町行（浦舟町・磯子駅経由）

  - 相鉄バス
    - 旭4 - 美立橋行（清水ヶ丘・保土ケ谷駅東口経由） ※平日日中のみ南区総合庁舎も経由
- 北方向（全便日の出町一丁目経由）
  - 横浜市営バス
    - 103 - 横浜駅行

  - フジエクスプレス
    - 134 - 桜木町駅行
- 南方向
  - 横浜市営バス
    - 103 - 根岸駅・本牧車庫・根岸台行

  - 京浜急行バス
    - 110 - 杉田平和町行（浦舟町・磯子駅経由）

  - フジエクスプレス
    - 134 - 本牧元町循環・大鳥中学校行（麦田町・みなと赤十字病院経由）

## その他
- 2024年3月31日まで横浜市交通局発行のみなとぶらりチケットの適用区間は当駅までであった。
- テレビドラマ「あぶない刑事」の撮影スポットとしても有名。
- 廃止された横浜市電の長者町三丁目～長者町五丁目電停のほぼ中間に位置する。

## 隣の駅
横浜市営地下鉄
 ブルーライン（1号線）
■快速
通過
■普通
阪東橋駅 (B15) - 伊勢佐木長者町駅 (B16) - 関内駅 (B17)